# マツコ・デラックス
マツコ・デラックス（1972年10月26日 - ）は、日本のコラムニスト、タレント、司会者。千葉県千葉市稲毛区出身。チャッターボックス所属。
出版会社の編集部で働いていたが、人間関係がうまくいかなくなり退職、28歳から30歳まで引きこもりだった。
テレビについては「本来テレビに出るべき人は、平坦で中庸な人ではなく、異形の人、特殊な存在の人間であるべきだ」という持論を持っている。

## 来歴

### 文筆業
高校卒業後は美容専門学校に入学し、卒業後は美容業の仕事をしていたが、「何か違う」と感じていた時にアクティビストな同性愛者の姿を見て奮起し、『薔薇族』『SAMSON』『G-men』に並ぶゲイ雑誌『Badi』の編集部に転職、同誌の記者・編集者などを務めた。編集長代行（スーパーバイザー）であり、ドラァグクイーンの大家でもあったマーガレットや、社長の平井孝からは、熱心な仕事ぶりが高く評価されていた。
28歳で退職、千葉の実家で引き篭もり生活を送っていたが、編集者時代の記事を読んでいた小説家の中村うさぎがホストを務める対談集『人生張ってます』のゲストに抜擢され、『マツコ・デラックス』の芸名と、個性的なビジュアルやトークスキルが注目されたことが世に出るきっかけとなった。更に中村から「あんたは書くべき人間」とその文才が高く評価されるなどを経て、2002年頃から、
身長180cm、体重140kg、スリーサイズ全てが140という体形と、女装という出で立ちでタレント活動とコラムなどの執筆活動を開始した。同年、ソニー・マガジンズ社から『アタシがマツコ・デラックス』を発表、以降も定期的に著作を発表している。また、毒舌と体型で比較されることの多いナンシー関とは、「デブ」についてのテーマで対談している。

### テレビやラジオへの挑戦後
2000年、フジテレビ『ワンナイR&R』の前身番組『エブナイ』にて、テレビ初出演を果たす。2005年TOKYO MXの情報番組『5時に夢中!』のコメンテーターで登場した（2025年現在、月曜レギュラーで出演中）。2005年当時番組MCだった徳光正行が従弟のミッツ・マングローブからマツコについての話を聞いたことがあり、早急に代役を探していた番組スタッフに推薦したことでオファーに至った。2009年、フジテレビで初の冠番組『マツコの部屋』が開始される。それまでは、マネジメントとタレント活動を一人で兼任していたが、ミッツの伯父である徳光和夫から「事務所には入った方がいい」との助言を受け、ナチュラルエイトに所属した。以降、『マツコ&有吉の怒り新党』、『月曜から夜ふかし』、『アウト×デラックス』などのレギュラー番組が放送を開始。
2010年12月9日放送の米倉涼子主演のテレビ朝日系ドラマ「ナサケの女〜国税局査察官〜」でドラマ初出演。2011年、ラジオ文化放送で冠番組『井筒とマツコ 禁断のラジオ』が開始した。2012年4月、日本テレビ『三毛猫ホームズの推理』で連続ドラマ初出演を果たした。2017年4月より、「怒り新党」に代わり『マツコ&有吉 かりそめ天国』がスタート。出演はマツコ、有吉弘行、久保田直子（テレビ朝日アナウンサー）。同年11月10日、体調不良により入院。三半規管にウイルスが入り、めまいやふらつきなどが発症。一人暮らしのため、大事を取って入院したとされる。同月13日の『5時に夢中!』の出演は欠席。16日、所属事務所が公式サイトを通じて回復を報告した。20日の『5時に夢中!』で、復帰後初の生放送出演。
2019年時点で8本のレギュラー番組を抱えるなど超人気タレントの地位を確立したものの、2020年9月、10年間レギュラー出演してきたフジテレビ系『ホンマでっか!?TV』降板の際には芸能界引退準備との報道も一部でなされる。本人は同年の時点ではテレビ出演について、「長居するつもりはないけれど、いまテレビがアタシに辞められたら収入的に厳しいというのならば、世話になったところが滅びる日まで付き合おうと思っています」と答えている。なお、2021年4月からはTBS系列でホンマでっか!?TV以来となる明石家さんまとタッグを組んだバラエティ番組『週刊さんまとマツコ』が放送されている。

## 人物

### 芸名
- 「マツコ・デラックス」という芸名について、テレビやラジオにてブレイクする前、それまでニックネームで「マツコ」と呼ばれていたものの、シンプルすぎると思い、少しだけ豪華にしようと「デラックス」を付けたことを『マツコ&有吉 かりそめ天国』にて語っている。因みに他の候補として、「マツコ・ロワイヤル」「マツコ・インターナショナル」「マツコ・ユニバーサル」も挙がっていたが、文字数が多すぎることなどの理由で不採用となった。そのため、消去法で「デラックス」が残った経緯もあり、「マツコ」には愛着があるが「デラックス」には何の愛着もないとしている[20][21]。

### 趣味・嗜好
- 2022年8月末に新型コロナウイルスに感染し[22]、10日間家で療養生活を送ったことをきっかけに、納豆とフルーツグラノーラにハマったが[23]、納豆を一日6パック食べ続けた結果、痛風を発症してしまったと語る[24]。
- ハロー!プロジェクトのファンであり、特に「それぞれの個性が面白い」とBerryz工房を気に入っているという。本人曰く「ベリのファンって恥ずかしいから『モー娘。』のファンってことにしてるのよ」とのこと（そのことに関して、嗣永桃子は「ベリのどこが恥ずかしいんですか!」と思ったという）[25]。中森明菜の大ファン[26]。
- また、テレビ番組での共演をきっかけに新潟県のご当地アイドル「Negicco」を応援しており、後にAKSがAKB48の姉妹グループで新潟市を拠点に活動する「NGT48」を結成するというニュースに触れた際に「（Negiccoの）ジャマするなよ」と批判した[27]。
- 車にも詳しく、2016年12月28日放送の『夜の巷を徘徊する』では2016年ル・マン24時間レースで起きたトヨタチームの悲劇も生で目撃したことを明かしている。また、月曜から夜ふかしでは、最近レクサスを購入したが、旧車であるトヨタ・ソアラへの猛烈な憧れがあり検討していたことを明かしている[28]。
- 日本テレビのお天気キャラクター「そらジロー」のファンで、「そらジロー先生」と呼び敬愛している。
- 好きなテレビ番組は『おぎやはぎの愛車遍歴 NO CAR, NO LIFE!』（BS日テレ）と『突撃!隣のスゴイ家』（BSテレビ東京）。
  - 前者は『夜の巷を徘徊する』の収録で東京モーターショーの会場をトヨタ自動車社長の豊田章男と共にロケーション撮影していた際に、偶然愛車遍歴の撮影で同会場にいたおぎやはぎと遭遇し、同番組のファンである旨を発言している。また、マツコと同じくカーマニアであるつまみ枝豆（たけし軍団）に対して、愛車遍歴に出るように勧め、実際に枝豆が同番組に出演したこともある[29][30]。
  - 後者は『夜の巷を徘徊する』の番組内で隣のスゴイ家が面白いと発言し、後に同番組の出演者である田中卓志（アンガールズ）が、夜の巷を徘徊するにゲスト出演している[31][32][33]。
- 地図が好きで、愛好してからは旅行に行っていない[34]。
- 赤べこを集めている。民芸品の中で一番可愛いと言う。
- 2023年9月時点で10年以上にわたり、新宿二丁目に行っていないことを明かしている。一人での訪問は20年以上ないとのこと[35]。
- 2021年3月2日放送の『マツコの知らない世界』の「サンリオキャラクターの世界」にてアグレッシブ烈子をサンリオキャラだと知らないで見ていたアグレッシブ烈子のアニメにハマり、アグレッシブ烈子が好きだと語る。

### 人物に対して
- 話し相手は、どんな相手に対しても意識して敬語を使用しないことを信条としている。そんな中でも、美輪明宏だけは唯一敬語を使っている[36]。
- 『徹子の部屋』出演時に、女装するゲイであることを面と向かって両親に告白できていないと明かしていた。自分がゲイであることを「知ってくれているとは思う」と両親への複雑な思いを抱いている[37]。
- 尊敬する人物として、元NHKアナウンサーの加賀美幸子を挙げており、彼女がホステス役を務めた2013年6月17日放送の『ハートネットTV』にゲスト出演した[38]。同様に美輪明宏の名を挙げている。番組の収録などでテレビ局やスタジオに出向いた際、美輪も偶然同じ社屋にいると伝え聞いた時は、必ず楽屋を訪ねて挨拶をするという[39]。
- 小泉今日子とYOUの2人とは付き合いが長く仲が良い[40]。
- 満島ひかりとは2004年頃から仕事を通じて知り合い、2022年に満島が『マツコ会議』（日本テレビ）にゲストで出演した際は2010年頃の同時期から2人とも仕事が忙しくなり始めるなど、色々な人から周知してもらえるようになるタイミングも2人は同じであったことで、お互いに気にかけあっていたと当時を振り返った[41]。
- 元プロ野球選手の高橋慶彦の大ファンであり、テレビ番組などで度々公言している。『マツコ&有吉の怒り新党』で「私のイケるプロ野球選手、不動の1位」とコメントした[42]。しかし、一方で「（名門野球部出身者が）よくいるけど、十中八九、クソ野郎だから」と言い切り、「野球やっていても、あんな人間しか育たないんだって良くわかるわ」と野球部出身者を批判していることも公言している[43]。
- 東映製作の映画『女囚さそり』に強い影響を受けており、20代の頃には主演である梶芽衣子の黒ずくめスタイルを真似て、女装仲間らと寸劇に興じるほどであった。
- 同性愛者を公表している民主党所属の元大阪府議会議員の尾辻かな子を支持、支援し 、2007年の参議院選挙に彼女が出馬を表明した際、支持者集会で応援ビデオメッセージを送っている[44]。因みに、同性愛者について「足りない感じがする。遺伝とかのせいだ」と同性愛者蔑視発言をした石原慎太郎東京都知事（当時）に対しては、「あの発言は狂ってますよ」と批判しており、同性愛者や女装に全ての人が好意的でないことは分かっているし、そうした意見も個人の感想としてあってしかるべきだと思っているが、政治家という公人が公的な場で発言した事についても批判した[45]。

### その他
- 株式会社アーキテクトが実施している「タレントパワーランキング」では、全タレントや俳優を含めた総合ランキングTOP10の常連であり、2023年2月調査では、2023年のWBCでMVPを獲得した大谷翔平選手を抑え2位に輝いている。[46]
- 大相撲力士の宝富士大輔が「マツコ・デラックス似の力士」と評判で、師匠の伊勢ヶ濱親方（元横綱・旭富士）からも「似てる。マツコ富士に改名しようか」と言われたことがある[47]。その後、2012年4月23日放送分の『月曜から夜ふかし』に宝富士がゲスト出演し、初共演した[48]。
- 2017年5月2日放送のマツコの知らない世界「相撲メシの世界」で、左差し右上手の型である左四つであることが判明した。
- たまにウィキメディア財団の要請に応じ寄付しているという[49]。
- 元SMAPの木村拓哉とは同じ高校であり、同級生である[50]。なお、その後木村は他の高校へと転校している。
- 親交のある豊田章男のレーシングチーム「ROOKIE Racing」に個人スポンサーとして出資しており、スポンサー企業一覧には企業ロゴの代わりにマツコの似顔絵が描かれている[51]。また、トヨタが設立したトヨタ・モビリティ基金の評議員を務めている[52]。
- 『マツコ会議』の企画で腸内細菌を調べたところ、一般人の平均が80～90種類という腸内菌がマツコには100種類見つかり、腸内環境は「良い」が、その中に100人に1人程度しか保有しておらず「ある論文によると、養鶏場の鳥とか畜産のエサに混ぜると食欲が増した」とされるミツオケラ菌が発見され、かつその菌は持っている人でも1～2％に対して、マツコは7％程の割合を占めていることが判明した[53]。
- 2022年4月25日放送の月曜から夜ふかしにて、一時期は180cm近くあった身長が加齢とともに縮み、現在は175cmを切ったという発言をしている[1]。
- 美女について「美人ってみんな見ているのよ。オフィスに入って来たらさ、みんな目で追うわけじゃない？男どももさ。そうなると、誰にどういうことを話しているか？とか無意識のうちに追われているわけじゃない？？だから美人ってすごい大変だと思うよ」と話した[54]。
- ブレイク前はバスガイド、人工スキー場「ザウス」の従業員など様々なアルバイトを経験した[55]。
- 2019年7月、TOKYO MXの「5時に夢中！」で、直前の参院選でN国党の立花や票を投じた有権者を「気持ち悪い」「ふざけて投票した人も相当いる」「宗教的な感じ」などと発言。立花はこれを政治的公平性を定めた放送法4条に違反しているとして、反論の場を設けるよう要求しMXのスタジオ前に来る事態となった。立花は有権者を集め、「マツコ・デラックス被害者の会株式会社」をつくり、党と同被害者の会が原告となって、計8万2千円の損害賠償を求め提訴した[12]。2021年9月15日、東京地裁は立花らの請求を棄却した[14]。控訴されず、確定。
- 生まれつき心臓が悪く、10歳のときに心臓の手術を受けている。

#### ミスコンについての見解
- 2019年5月20日時点で、「大学生時代にミスコンを主催していた奴は私の周りには絶対近づかせない。」「一番信用できない連中なので。学生でミスコンやってる奴はろくな奴いません」と述べた[56]。

## 受賞歴
- Tokyo SuperStar Awards：ブレイクスルー賞（2010年）[57]
- TSUKEMAクイーン（2015年、D.UP）

## 書籍

### 単著
- 『アタシがマツコ・デラックス!』（2002年7月、ソニー・マガジンズ） ISBN 4-7897-1807-7
- 『週刊女装リターンズ「女の業」号』主婦と生活社、東京都中央区京橋、2005年5月。ISBN 978-4391130812。
- 『世迷いごと』（2010年10月、双葉社、ISBN 978-4-575-30253-0、2012年4月、双葉文庫 ISBN 978-4-575-71385-5）
- 『あまから人生相談』（2011年2月、ぶんか社） ISBN 978-4-8211-4306-1
- 『続・世迷いごと』（2012年2月、双葉社、ISBN 978-4-575-30389-6、2013年5月、双葉文庫、ISBN 978-4-575-71398-5）
- 『デラックスじゃない』（2014年6月21日、双葉社） ISBN 978-4-575-30690-3
- 『あまから人生相談 続』（2016年9月、ぶんか社）

### 共著
- 『うさぎとマツコの往復書簡』（2010年11月、毎日新聞社、中村うさぎとの共著） ISBN 978-4-620-32028-1
  - 改題『うさぎとマツコの往復書簡 全身ジレンマ』（2014年9月、双葉文庫） ISBN 978-4-575-71420-3
- 『マツ☆キヨ』（2011年8月、新潮社、池田清彦との共著） ISBN 978-4-10-330831-7
  - 改題『マツ☆キヨ：「ヘンな人」で生きる技術』 （2014年4月28日、新潮文庫） ISBN 978-4-10-103527-7
- 『続・うさぎとマツコの往復書簡 愚の骨頂』（2011年11月8日、毎日新聞社、中村うさぎとの共著） ISBN 978-4-620-32091-5
  - 改題『うさぎとマツコの往復書簡 自虐ドキュメント』（2014年11月、双葉文庫） ISBN 978-4-575-71423-4
- 『喧嘩上等 うさぎとマツコの往復書簡3』（2012年11月10日、毎日新聞社、中村うさぎとの共著） ISBN 978-4-620-32159-2
- 『同行二人 うさぎとマツコの往復書簡4』（2014年1月29日、毎日新聞社、中村うさぎとの共著） ISBN 978-4-620-32236-0
- 『信じる者はダマされる うさぎとマツコの人生相談』（2016年11月、毎日新聞出版、中村うさぎとの共著）

### 連載雑誌
- 週刊女性（主婦と生活社） - 「週刊女装」
- 本当にあった笑える話（ぶんか社）
- コミックワイドショー（洋泉社）
- すてきな奥さん（主婦と生活社）
- EX大衆（双葉社） - 「マツコ・デラックスの『流行人 百面相スケッチ』」
- steady.（宝島社） - 「マツコ・ヨットスクール」
- 新潮45（新潮社） - 「矢来町心中」
- サンデー毎日（毎日新聞社） - 「うさぎとマツコの往復書簡」「信じる者はダマされる」

### インタビュー掲載
- カリスマ探訪記（2006年7月4日、白泉社、雁須磨子） ISBN 4-592-14266-7
- クィック・ジャパン vol.88（2010年2月13日、太田出版） ISBN 978-4-7783-1207-7
- 99人の小さな転機のつくりかた（2010年12月25日、大和書房、『ビッグイシュー日本版』編集部・編） ISBN 978-4-479-79306-9
- 週刊東洋経済 2012年7/14号（2012年7月9日、東洋経済新報社）
- 婦人公論 2012 9/7（2012年8月22日、中央公論新社）
- GALAC 2012-9月号（2012年9月16日、角川グループパブリッシング、NPO法人放送批評懇談会）
- 評伝 ナンシー関 「心に一人のナンシーを」（2014年6月30日、朝日文庫、横田増生） ISBN 978-4-02-261798-9

### 対談掲載
- クィック・ジャパン vol.91（2010年8月20日、太田出版、Coccoと対談） ISBN 978-4-7783-1230-5
- 阿川佐和子のこの人に会いたい 8（2011年6月10日、文春文庫、阿川佐和子） ISBN 978-4-16-743521-9
- ピーコの言葉 ピーことば（2012年11月20日、主婦の友社、ピーコ） ISBN 978-4-07-285327-6
- 薄明鬼語 西村賢太対談集（2014年6月1日、扶桑社） ISBN 978-4-594-07047-2
- サワコの朝（2015年10月1日、大和書房、阿川佐和子） ISBN 978-4-479-01220-7

### 鼎談掲載
- クィア・ジャパン VOL.3（2000年10月20日、勁草書房、ナンシー関・伏見憲明と鼎談）ISBN 4-326-65232-2

## 出演

### テレビ番組

#### 出演番組
- 5時に夢中!（2005年 - 、TOKYO MX） - 月曜コメンテーター
- マツコの知らない世界（2011年 - 2013年・2014年 - 、TBS系列） - MC
- 月曜から夜ふかし（2012年 - 、日本テレビ系列） - MC
- マツコ&有吉 かりそめ天国（2017年 - 、テレビ朝日系列） - MC
- 週刊さんまとマツコ（2021年 - 、TBS系列）

特別番組
- アウト×デラックス
- マツコ会議

#### 過去の出演
レギュラー・準レギュラー
- ピンポン!（2006年 - 2009年、TBS系列） - 金曜コメンテーター
- 悪魔の契約にサイン（2008年 - 2009年、TBS系列）
- ホンマでっか!?TV（2009年 - 2020年 、フジテレビ系列） - スタジオレギュラー
- マツコの部屋（2009年 - 2011年、フジテレビ系列）
- (株)世界衝撃映像社（2010年 - 2011年、フジテレビ系列） - 副社長（コメンテーター）
- 有田とマツコと男と女（2010年 - 2011年・2012年 - 2013年、TBS系列）
- 人生が変わる1分間の深イイ話（2011年 - 2012年9月、日本テレビ系列） - 準レギュラー
- しあわせの素（2011年4月 - 2011年9月、フジテレビ系列）
- マツコ&有吉の怒り新党（2011年4月 - 2017年3月、テレビ朝日系列） - MC
- スター☆ドラフト会議（2011年 - 2013年3月、日本テレビ系列） - MC
- マツコの日本ボカシ話（2013年10月23日、TBS系列）
- シルシルミシルさんデー（2010年 - 2014年、テレビ朝日系列） - 準レギュラー
- マツコとマツコ（2015年、日本テレビ系列）- MC
- 夜の巷を徘徊する（2015年 - 2021年、テレビ朝日系列）
- アウト×デラックス（2013年4月4日 -  2022年3月17日、フジテレビ系列） - MC
- マツコ会議[58]（2015年10月17日 - 2023年9月23日、日本テレビ系列） - MC

特別番組
- FNS27時間テレビ（フジテレビ系列）
  - FNS27時間テレビ めちゃ²デジッてるッ! 笑顔になれなきゃテレビじゃないじゃ〜ん!!（2011年7月23日 - 24日） - インフォメ担当
  - FNS27時間テレビ 女子力全開2013 乙女の笑顔が明日をつくる!!（2013年8月3日 - 4日） - アシスタント担当
- さんまのホントの恋のかま騒ぎ（2011年 - 2013年8月、TBS系列）
- 出張!徹子の部屋（2011年 - 2015年 、テレビ朝日系列）
- ビートたけしのいかがなもの会（2013年 - 2015年、テレビ朝日系列）
- 明石家サンタの史上最大のクリスマスプレゼントショー（2014年 - 2020年 、フジテレビ）
- スパニチ!! 鶴瓶×マツコおじゃまします（2016年3月27日、TBS）
- 宮根とマツコ 新春ミヤネ屋デラックス（2018年1月4日、日本テレビ系列）
- 無理矢理、マツコ。テレ東に無理矢理やらされちゃったのよ～（テレビ東京系列） - メイン出演者
  - マツコ監禁 100人の愚痴を聞く（2018年5月20日）
  - マツコがマネーをあげたいクイズ（2018年5月22日）
  - レンタルマツコ！ マツコ、20分100円でレンタルはじめたってよ（2018年5月27日）
  - マツコ、昨日死んだってよ。（2018年5月30日）
  - テレ東に無理矢理やらされちゃったのよ～（2018年6月11日）
- マツコ&亨のビューティー言いたい放題（2018年12月29日、テレビ東京系列） - MC
- 時代…マツコ（2018年 - 2020年 、日本テレビ）

#### テレビドラマ
- ナサケの女〜国税局査察官〜 最終話（2010年12月9日、テレビ朝日系列） - マツコ・デラックス 役（本人役）
  - ナサケの女Special 〜国税局査察官〜（2012年2月4日、テレビ朝日系列） - マツコ・デラックス 役（本人役）
- 三毛猫ホームズの推理（2012年4月 - 6月、日本テレビ系列） - ホームズ（猫の化身） 役
- パパドル! 第3話（2012年5月10日、TBS系列） - 司会者 役
- 天才バカボン（日本テレビ系列） - バカボン家の隣人 役[59][60]
  - 天才バカボン〜家族の絆（2016年3月11日）
  - 天才バカボン2（2017年1月6日）
  - 天才バカボン3〜愛と青春のバカ田大学（2018年5月4日）

### 劇場アニメ
- 漁港の肉子ちゃん（2021年6月11日公開） - ダリシア 役[61]

### ラジオ
- 井筒とマツコ 禁断のラジオ（2011年4月15日 - 2014年9月26日、文化放送/NRN系列）

### CM
- 森永製菓「ウイダーinゼリー」（2001年）
- グリコ乳業「プッチンプリン」（2009年 - 2010年）
- アオキーズ・ピザ（2010年）
- スカパー!e2 （2010年）
- 花王
  - エッセンシャル（2010年）
  - ピュオーラ（2015年 - 2022年）[62]
- 日本中央競馬会「CLUB KEIBA」 （2010年）
- エイチ・アイ・エス（2010年 - 2011年）
- エクシング「カラオケJOYSOUND Wii SUPER DX」（2010年）
- ソフトバンクモバイル「ホワイト学割 with 家族 2011」（2011年）
- 赤城乳業「デッカルチェ」（2011年）
- エスエス製薬 「イブA錠」（2011年）
- 日本クラフトフーズ「キシリクリスタル」（2011年 - 2012年）真矢ミキと共演
- トヨタグループ
  - トヨタ自動車
    - ReBORN（2011年 - 2016年）
    - TOYOTOWN（2011年 - 2016年） [63]
    - カローラツーリング（2019年）[注 1]

  - ダイハツ工業「タント」（2019年）[注 1]
- ホステス・エンタテインメント（2012年）
- マックスファクター「ハーバルエッセンス」（2012年）
- ダスキン「ミスタードーナツ」（2013年 - 2015年）
- 野村不動産「Tokyoイゴコチ研究所」（2013年）
- アサヒビール「ハイリキ ザ・スペシャル」（2013年）
- TAKE and GIVE NEEDS（2013年 - 2014年）[64]
- まるか食品「ペヤングソースやきそば」（2013年 - 2020年）サンドウィッチマンと共演
- リクルート（2013年 - 2016年）
  - ホットペッパービューティー（2013年 - 2015年）
  - ホットペッパーグルメ （2015年 - 2016年）
- NTTコミュニケーションズ「OCNモバイルONE」（2013年 - 2016年）
- ホクレン「北海道米」（2014年 - ）[65]
- ヤマサ醤油「鮮度生活」（2019年 - ）[66][67]
- 日産自動車「NOTE e-POWER」（2019年）[注 1]
- マツダ「マツダ・CX-8」（2019年）[注 1]
- マウスコンピューター（2020年 - 2021年）[68]
- サントリー「香る大隅〈麦とジャスミン〉」（2021年 - 2022年）[69]
- カルビー「ポテトデラックス」（2023年 - ）[70]
- サッポロビール「GOLD STAR」（2024年 - ）[71]
- ライフネット生命保険（2024年 - ）

### 広告
- 東京オリンピック・パラリンピック競技大会組織委員会 東京2020マスコット投票（2018年）[72]

### ミュージックビデオ
- 斉藤和義「喜びの唄」（2003年3月5日、SPEEDSTAR RECORDS VICL-35475）[73]

## 映像作品
DVD
- マツコの部屋 アンタがいるから素直に笑えないのよ 編 （2011年2月16日 PCBC-51912）
- マツコの部屋 アタシ、誰のために生きてるの? 編 （2011年3月16日 PCBC-51911）
以上、発売：フジテレビ、ザ・ワークス 販売：ポニーキャニオン
- マツコの知らない世界 -極めすぎた男たち 篇- （2013年8月30日 PCBE-54286）
- マツコの知らない世界 -極めすぎた女たち 篇- （2013年8月30日 PCBE-54287）
以上、発売：TBS 販売：ポニーキャニオン

DVD（ゲスト出演）
- 劇場 スジナシ2015春 in 赤坂BLITZ 第三夜 お蔵入りのキッス 笑福亭鶴瓶（2015年9月9日 ANSB-56276） 発売：TBS 販売：Aniplex

## 商品
- タカラトミー「黒ひげ危機一発」 - 2011年4月「マツコ危機一髪DX」が発売[74]。剣を刺すごとにマツコのオリジナル音声（15種）が流れる[74]。